# Wilma Malmlöf
Augusta Wilhelmina Malmlöf, känd som Wilma Malmlöf, född Höglund den 17 september 1888 i Söderhamn, död den 31 oktober 1971 i Älvsjö, Brännkyrka församling, Stockholm, var en svensk skådespelare.
Malmlöf filmdebuterade i Manne Göthsons Storstadsfaror 1918, hon kom att medverka i drygt 65 filmproduktioner. Hon var sedan 1916 gift med skådespelaren Eric Malmlöf. De är begravda på Sandsborgskyrkogården i Stockholm.

## Filmografi i urval
- 1918 – Storstadsfaror
- 1919 – Hans nåds testamente
- 1920 – Karin Ingmarsdotter
- 1935 – Äktenskapsleken
- 1938 – Adolf klarar skivan
- 1934 – Anderssonskans Kalle
- 1935 – Ebberöds bank
- 1937 – Familjen Andersson
- 1938 – Karriär
- 1939 – Då länkarna smiddes
- 1940 – Juninatten
- 1941 – Striden går vidare
- 1942 – Jacobs stege
- 1943 – I mörkaste Småland
- 1943 – Det brinner en eld
- 1944 – Skogen är vår arvedel
- 1944 – Prins Gustaf
- 1945 – Änkeman Jarl
- 1946 – Begär
- 1946 – Bröllopet på Solö
- 1947 – Sången om Stockholm
- 1947 – Livet i Finnskogarna
- 1948 – Robinson i Roslagen
- 1948 – Ådalens poesi
- 1948 – Banketten
- 1948 – Lars Hård
- 1949 – Lång-Lasse i Delsbo
- 1949 – Havets son
- 1949 – Hin och smålänningen
- 1950 – Frökens första barn
- 1950 – Rågens rike
- 1951 – Fröken Julie
- 1951 – Spöke på semester
- 1952 – Janne Vängman i farten
- 1952 – Flyg-Bom
- 1952 – Säg det med blommor
- 1952 – När syrenerna blomma
- 1953 – Ursula – flickan i finnskogarna
- 1953 – Ingen mans kvinna
- 1953 – Kungen av Dalarna
- 1955 – Den underbara lögnen
- 1955 – Ljuset från Lund
- 1955 – Finnskogens folk
- 1956 – Främlingen från skyn
- 1956 – På heder och skoj
- 1956 – Ett dockhem
- 1956 – Sjunde himlen
- 1957 – Möten i skymningen
- 1958 – Jazzgossen
- 1959 – Fröken Chic
- 1959 – Bara en kypare
- 1961 – Stöten

## Teater

### Roller
| År   | Roll                         | Produktion                                              | Regi            | Teater                      |
| ---- | ---------------------------- | ------------------------------------------------------- | --------------- | --------------------------- |
| 1940 | Mrs Haggerty                 | Den gamla visar sina medaljer J. M. Barrie              | Martha Lundholm | Vasateatern                 |
| 1940 | Karin                        | Idag blir igår Martha Lundholm                          | Martha Lundholm | Vasateatern                 |
| 1941 |                              | Han som kom till middag George S. Kaufman och Moss Hart | Martha Lundholm | Vasateatern                 |
| 1941 | Marie                        | Kan man lita på Peter? Johann von Bokay                 | Martha Lundholm | Vasateatern                 |
| 1942 |                              | Sibyllan i 5:an Gideon Wahlberg                         | Gideon Wahlberg | Tantolundens friluftsteater |
| 1943 | Fröken Olsson Tidningsgumman | Herr Blink går över alla gränser Lars-Levi Laestadius   | Per Lindberg    | Vasateatern                 |
| 1943 | Mrs Lake                     | Den okuvliga Mr Bunting Robert Greenwood                | Martha Lundholm | Vasateatern                 |
| 1948 | Tant Elise                   | Kärlekens komedi Henrik Ibsen                           | Martha Lundholm | Vasateatern                 |
| 1949 | En gumma                     | Maskerad Ludvig Holberg                                 | Gunnar Skoglund | Vasateatern                 |
| 1949 | Dora                         | Kära Ruth Norman Krasna                                 | Gösta Cederlund | Vasateatern                 |
| 1952 | Charlotte Jacquet            | Pappa, mamma, barn André Roussin                        | Per Gerhard     | Vasateatern                 |
| 1952 | Suzanne Brache               | I kväll i Samarkand Jacques Deval                       | Per Gerhard     | Vasateatern                 |
| 1953 | Mrs Jerome                   | Dårskapens timme Anna Bonacci                           | Per Gerhard     | Vasateatern                 |

### Fotnoter
1. 1 2  ”Wilma Malmlöf”. Svensk Filmdatabas. http://sfi.se/sv/svensk-filmdatabas/Item/?type=PERSON&itemid=59965&iv=OVERVIEW. Läst 17 augusti 2012.
2. ↑  SvenskaGravar
3. ↑  ”Den gamla visar sina medaljer”. Musikverket. http://calmview.musikverk.se/CalmView/Record.aspx?src=CalmView.Performance&id=PERF14271&pos=413. Läst 29 april 2016.
4. ↑  ”I dag blir i går”. Musikverket. http://calmview.musikverk.se/CalmView/Record.aspx?src=CalmView.Performance&id=PERF14234&pos=418. Läst 1 maj 2016.
5. ↑  ”Teater Musik Film: Vasan sätter igång.”. Dagens Nyheter:  s. 9. 19 september 1941. https://arkivet.dn.se/tidning/1941-08-26/230/9. Läst 17 december 2021.
6. ↑  ”Kan man lita på Peter?”. Musikverket. http://calmview.musikverk.se/CalmView/Record.aspx?src=CalmView.Performance&id=PERF14214&pos=423. Läst 1 maj 2016.
7. ↑  ”Teater Musik Film”. Dagens Nyheter:  s. 7. 3 juni 1942. http://arkivet.dn.se/arkivet/tidning/1942-06-03/147/7. Läst 31 januari 2016.
8. ↑  ”Herr Blink går över alla gränser”. Musikverket. http://calmview.musikverk.se/CalmView/Record.aspx?src=CalmView.Performance&id=PERF14112&pos=431. Läst 3 maj 2016.
9. ↑  ”Den okuvlige Mr. Bunting”. Musikverket. http://calmview.musikverk.se/CalmView/Record.aspx?src=CalmView.Performance&id=PERF14157&pos=432. Läst 3 maj 2016.
10. ↑  ”Kärlekens komedi”. Musikverket. http://calmview.musikverk.se/CalmView/Record.aspx?src=CalmView.Performance&id=PERF14122&pos=447. Läst 5 maj 2016.
11. ↑  ”Maskerad”. Musikverket. http://calmview.musikverk.se/CalmView/Record.aspx?src=CalmView.Performance&id=PERF14153&pos=450. Läst 5 maj 2016.
12. ↑  ”Kära Ruth”. Musikverket. http://calmview.musikverk.se/CalmView/Record.aspx?src=CalmView.Performance&id=PERF14121&pos=452. Läst 5 maj 2016.
13. ↑  ”Pappa Mamma Barn”. Musikverket. http://calmview.musikverk.se/CalmView/Record.aspx?src=CalmView.Performance&id=PERF14152&pos=461. Läst 5 maj 2016.
14. ↑  ”I kväll i Samarkand”. Musikverket. http://calmview.musikverk.se/CalmView/Record.aspx?src=CalmView.Performance&id=PERF14105&pos=462. Läst 5 maj 2016.
15. ↑  ”Dårskapens timme”. Musikverket. http://calmview.musikverk.se/CalmView/Record.aspx?src=CalmView.Performance&id=PERF14094&pos=465. Läst 6 maj 2016.